# José Maria Vaz Borges
José Maria Vaz Borges foi um político brasileiro do estado de Minas Gerais. Foi deputado estadual de Minas Gerais durante a 10ª legislatura (1983 - 1987), pelo PMDB.

Nasceu em Patos de Minas, Minas Gerais, a 18 de setembro de 1924, filho de José Vaz da Rocha e Maria do Carmo Vaz Borges. Casado com Celsa Escobar Borges; tiveram as filhas Nilda, Núbia, Notília e Nesly. Faleceu aos 63 anos de idade no dia 7 de julho de 1988 em Patos de Minas.